# Peere
Das Peere (Eigenbezeichnung Kutin) ist ein Mitglied der Duru-Sprachgruppe innerhalb der Savannensprachen.
Es zählt zu den Adamaua-Sprachen und hatte im Jahre 1993 noch 15.000 Sprecher. Die meisten Sprecher zogen nach Kamerun, als der Gashaka-Gumti-Nationalpark errichtet wurde.